# Стрельба на летних Олимпийских играх 2008 — скит (женщины)
Соревнования по скиту среди женщин на летних Олимпийских играх 2008 прошли 14 августа. Приняли участие 19 спортсменок.

## Призёры
| Золото               | Серебро           | Бронза                    |
| Кьяра Кайнеро Италия | Кимберли Роуд США | Кристина Бринкер Германия |

## Рекорды
| Квалификация       | Квалификация | Квалификация | Квалификация                                                                                            | Квалификация                                                                              |
| ------------------ | --- | ------------ | --- | ----------------------------------------------------------------------------------------- |
| Мировой рекорд     | Елена Литтл (GBR) Ши Хон Янь (CHN) Кристина Бринкер (GER) Земфира Мефтахетдинова (AZE) Эрджаник Авертисян (RUS) Кристина Бринкер (GER) Данка Бартекова (SVK) | 74           | Белград, Сербия Цинъюань, Китай Цинъюань, Китай Каир, Египет Лонато, Италия Никосия, Кипр Никосия, Кипр | 17 июля 2005 9 апреля 2006 9 апреля 2006 18 мая 2006 13 июня 2007 9 июля 2008 9 июля 2008 |
| Олимпийский рекорд | Нет, правила соревнований изменились 1 января 2005 года, и с тех пор олимпийские рекорды ещё не регистрировались                                             | —            | |                                                                                           |

| Сумма              | Сумма | Сумма | Сумма         | Сумма       |
| ------------------ | --- | ----- | ------------- | ----------- |
| Мировой рекорд     | Данка Бартекова (SVK)                                                                                            | 99    | Никосия, Кипр | 9 июля 2008 |
| Олимпийский рекорд | Нет, правила соревнований изменились 1 января 2005 года, и с тех пор олимпийские рекорды ещё не регистрировались | —     |               |             |

## Соревнования

### Квалификация
Зелёным отмечены спортсменки, вышедшие в финал
| Место | Спортсмен                    | Раунд | Раунд | Раунд | Всего |
| Место | Спортсмен                    | 1     | 2     | 3     | Всего |
| ----- | ---------------------------- | ----- | ----- | ----- | ----- |
| 1     | Кьяра Кайнеро (ITA)          | 25    | 23    | 24    | 72 OR |
| 2     | Сутия Дживчаломит (THA)      | 23    | 23    | 25    | 71    |
| 3     | Кимберли Роуд (USA)          | 24    | 23    | 23    | 70    |
| 4     | Кристина Бринкер (GER)       | 25    | 22    | 23    | 70    |
| 5     | Вэй Нин (CHN)                | 25    | 23    | 22    | 70    |
| 6     | Натали Ларссон (SWE)         | 23    | 23    | 23    | 69    |
| 7     | Андри Елефтериу (CYP)        | 22    | 23    | 22    | 67    |
| 8     | Данка Бартекова (SVK)        | 23    | 22    | 22    | 67    |
| 9     | Пак Чон Ран (PRK)            | 20    | 23    | 23    | 66    |
| 10    | Лучия Лилия Михалаке (ROU)   | 23    | 20    | 23    | 66    |
| 11    | Наталья Рэман (AUS)          | 22    | 23    | 21    | 66    |
| 12    | Светлана Дёмина (RUS)        | 22    | 23    | 21    | 66    |
| 13    | Диана Игай (HUN)             | 22    | 23    | 21    | 66    |
| 14    | Елена Литтл (GBR)            | 24    | 21    | 21    | 66    |
| 15    | Земфира Мефтахетдинова (AZE) | 22    | 21    | 20    | 63    |
| 16    | Вероник Жирарде (FRA)        | 22    | 22    | 19    | 63    |
| 17    | Марьют Хейнонен (FIN)        | 21    | 21    | 19    | 61    |
| 18    | Ким Мин Чи (KOR)             | 21    | 18    | 16    | 55    |
| 19    | Мона Эль-Хавари (EGY)        | 18    | 16    | 16    | 50    |

### Финал
| Место | Спортсмен               | Квали- фикация | Финал | Сумма | Пере- стрел- ка |
| ----- | ----------------------- | -------------- | ----- | ----- | --------------- |
| 1     | Кьяра Кайнеро (ITA)     | 72             | 21    | 93 OR | +2              |
| 2     | Кимберли Роуд (USA)     | 70             | 23    | 93 OR | +1+2            |
| 3     | Кристина Бринкер (GER)  | 70             | 23    | 93 OR | +1+1            |
| 4     | Натали Ларссон (SWE)    | 69             | 23    | 92    | +2              |
| 5     | Сутия Дживчаломит (THA) | 71             | 21    | 92    | +1              |
| 6     | Вэй Нин (CHN)           | 70             | 21    | 91    |                 |